# René Froger (chanteur)
Pour les articles homonymes, voir René Froger et Froger.

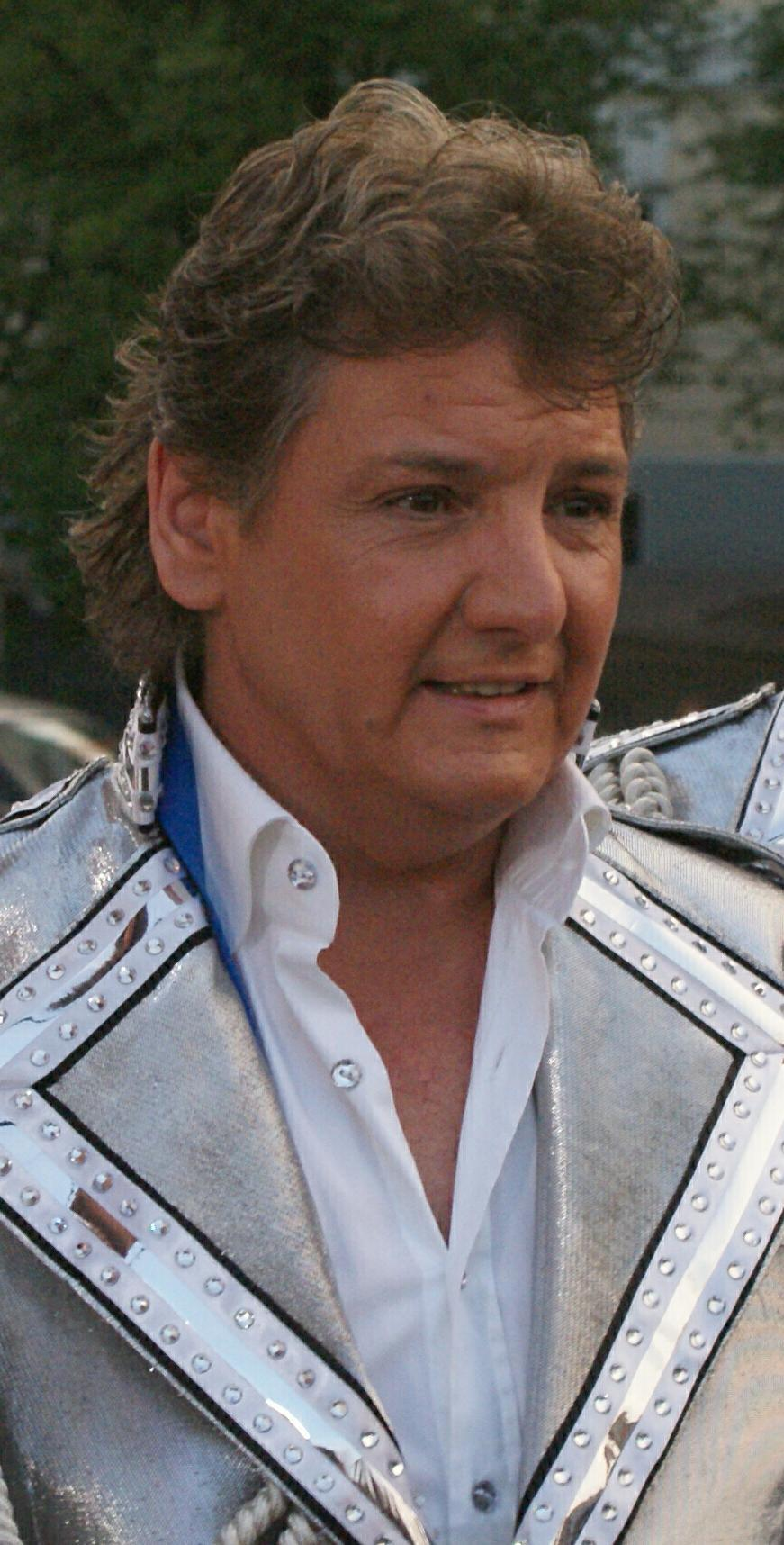
René Froger (2009)

René Froger, né le 5 novembre 1960 à Amsterdam, est un chanteur néerlandais
Il grandit et passe ses premières années à Jordaan. Son père, Bolle Jan, avait un café où il commence à faire des performances. Il débute au côté de Ted de Braak et Mini en Maxi et en 1987 il sort son single, Love Leave Me, mais il n'a pas beaucoup de succès jusqu'à ce qu'il sorte en 1988 Winter in America et surtout grâce à Alles kan een mens gelukkig maken, avec Het Goede Doel, qui est le numéro un du Top 40 néerlandais. 
Depuis 1989 il a sorti plus de singles, mais il n'a pas beaucoup de succès.
Fan de l'Ajax, il commence sa tournée "Pure & More" à l'Amsterdam ArenA
En 2005,  on lui diagnostique un cancer de la prostate, par lequel il a eu plusieurs complications. 
Depuis 2005, il collabore avec Gerard Joling et Gordon dans le gelegenheidsformatie De Toppers. Sa fille Natascha se marie le  21 avril 2006 et le  23 octobre elle donne le jour à son petit-fils,  Charlie René.

## Discographie

### Albums
- Who dares wins, 1988
- You're my everything, 1989
- Midnight man, 1990
- Matters of the heart, 1991
- Sweet hello's and sad goodbyes, 1992
- The power of passion, 1993
- Are you ready for loving me, 1994
- Walls of emotion, 1994
- The ballads, 1995
- Live in concert, 1995
- Illegal Romeo part 1, 1996
- Home again, 1998
- I don't break easy, 1999
- All the hits, 2001
- Internal affairs, 2002
- Sweet hello's and sad goodbyes II, 2003
- Pure, 2004
- The platinum edition|, 2004
- Live at the Arena, 2005

### Singles
- Love leave me, 11-7-1987
- Winter in America, 12-3-1988
- Who dares wins, 25-6-1988
- See you on Sunday, 24-9-1988
- You're a lady,24-12-1988
- Alles kan een mens gelukkig maken, 11-3-1989
- Back on my feet again, 2-12-1989
- Are you ready for loving me, 9-6-1990
- Just say hello, 6-10-1990
- The love of the year, 12-1-1991
- Nobody else, 23-3-1991
- Still on your side, 30-11-1991
- Woman woman,7-3-1992
- Man with a mission,9-5-1992
- Kaylee, 18-7-1992
- Your place or mine,3-10-1992
- This is the moment, 19-12-1992
- Calling out your name (Ruby), 9-10-1993
- Why are you so beautiful, 25-12-1993
- Here in my heart, 12-11-1994
- For a date with you,7-1-1995
- Why goodbye, 11-3-1995
- You've got a friend, 9-9-1995
- Wild rhythm, 4-5-1996
- If you don't know, 10-8-1996
- In dreams, 26-10-1996
- Thát's when I'll stop loving you, 1-3-1997
- The number one, 24-5-1997
- Never fall in love, 27-12-1997
- Lovin' you, 28-11-1998
- Crazy way about you, 1-5-1999
- I can't stop myself, 28-8-1999
- Why you follow me, 11-8-2001
- She (A song for Maxima), 2-2-2002
- Live at the Arena, 4-12-2004
- Over de top, 12-4-2005||30-4-2005
- Toppers party!, 16-7-2005
- Wir sind die Holländer, 3-6-2006
- Kon het elke dag maar Kerstmis zijn, 23-12-2006
- Can you feel it, 16-6-2007